# Путковец
Путковец је насељено место у саставу општине Ђурманец у Крапинско-загорској жупанији, Хрватска. До територијалне реорганизације у Хрватској налазио се у саставу старе општине Крапина.

## Становништво
На попису становништва 2011. године, Путковец је имао 216 становника.

## Попис1991.
На попису становништва 1991. године, насељено место Путковец је имало 246 становника, следећег националног састава:
| Попис 1991.‍ | Попис 1991.‍ | Попис 1991.‍ | Попис 1991.‍ | Попис 1991.‍ |
| ----------- | ----------- | ----------- | ----------- | ----------- |
|             |             |             |             |             |
| Хрвати      | Хрвати      |             | 244         | 99,18%      |
| Словенци    | Словенци    |             | 2           | 0,81%       |
| укупно: 246 |             |             |             |             |